# 러브 미 (2024년 영화)
"러브 미"(영어: Love Me)는 2024년 제작된 미국의 로맨스 영화이다. 감독 듀오 샘 주케로와 앤디 주케로의 감독 데뷔작이며, 각본 역시 맡았다.